# Kunchanur, Jamkhandi
Kunchanur là một làng thuộc tehsil Jamkhandi, huyện Bagalkot, bang Karnataka, Ấn Độ.